# 竹田賢一
竹田 賢一（たけだ けんいち、1948年 - ）は、日本の大正琴奏者、音楽評論家。1970年代半ばから、当時ニュージャズと称されていたフリージャズや前衛的即興音楽の領域で、演奏家として活動するとともに、そうした即興的音楽についての評論を、音楽雑誌や文芸評論誌などに発表した。

## 経歴
1948年　東京都生まれ。現代朝鮮研究所の研究生として東京都立大学 (1949-2011)在学時に「朝鮮革命研究会」を興すなど、活発な政治活動を行っていた。ドロップアウトしたあと、1974年、天井桟敷館で劇団自動座の女優、ルビ新子のコンサートをプロデュースし、音楽活動を始める。
1975年　坂本龍一と「学習団」という芸術-実践の運動体を組織した。同年、間章に勧められてジャズ専門誌『ジャズ批評』や『ジャズ』への寄稿を始め、その後は、各種の雑誌への寄稿やライナーノートなども手がけた。
1976年　坂本と土取利行とのコラボアルバム『ディスアポイントメント-ハテルマ』をプロデュース。即興演奏集団「ヴァイブレーション・ソサエティー」を三浦崇史と結成。後に灰野敬二も参加した。
1979年「ヴェッダ・ミュージック・ワークショップ」を発足。大正琴の即興演奏はここから。
1970年代おわりころから平井玄らと雑誌『同時代音楽』の発行に関わる。
1981年「反ポップ・バンド」を掲げたユニット A-Musik を率いて演奏活動を展開し、1983年には、同時代音楽を発売元として1st.アルバム『e kú ìrójú』（エクイロジュ）を発表した。A-Musik に参加し、アルバムに関わった中には、竹田のほか、小山哲人（ベース）、石渡明廣（ギター）、久下恵生（ドラムス）、時岡秀雄（サックス）、篠田昌巳（サックス）、工藤冬里（ピアノ）らがおり、さらに、曲によって高橋鮎生、千野秀一、箕輪攻機、坂本龍一、大熊ワタルらが加わっている。
2006年　ネット配信のみで、A-Musikの2nd.アルバム『生きているうちに見られなかった夢を』を発表。ゲスト・ヴォーカルにソウル・フラワー・ユニオンの中川敬が参加した。
2013年　初の著作集『地表に蠢く音楽ども』を発売。
2020年　意外なことに輪投げが得意なことが判明。町内老人会で優勝したとTwitterで明らかにした。

## ディスコグラフィー
- 1983年　A-Musik 『e kú ìrójú』 LP
- 2006年　A-Musik 『生きているうちに見られなかった夢を』　　 ネット配信

## 著書

### 単著
- 地表に蠢く音楽ども、月曜社、2013年[1]
  - 1975年から1990年にかけて発表された評論やライナーノートなどを収録

### 共訳書
- インプロヴィゼーション：即興演奏の彼方へ、（デレク・ベイリー 著、斉藤栄一、木幡和枝との共訳）工作舎、1981年
- サウンドの力：若者・余暇・ロックの政治学、（サイモン・フリス 著、細川周平との共訳）晶文社、1991年

なお、小説『少女A.』、『セロニアス・モンクの鐘』は、同姓同名の別人の作品である。